# Apeira retyezatica
Apeira retyezatica là một loài bướm đêm trong họ Geometridae.